# گای ویلیامز
آرماندو ژوزف کاتالانو با نام هنری گای ویلیامز (به انگلیسی: Guy Williams) (زاده ۱۹۲۴ نیویورک سیتی – درگذشته ۱۹۸۹ بوئنوس آیرس)، بازیگر آمریکایی تنها نقش به یاد ماندنی اش را برای زورو در سال ۱۹۵۷ والت دیزنی بازی کرد و تصویر دائمی زورو را در ذهنها ساخت.

## فیلم‌شناسی

### مجموعه تلویزیونی
- گمشده در فضا
- زورو

### سینمایی
- بونزو به کالج می‌رود (۱۹۵۲)
- قمارباز میسیسیپی (۱۹۵۳)
- لبه طلایی (۱۹۵۳)
- مردی از آلامو (۱۹۵۳)
- منو ببر به شهر (۱۹۵۳)
- من وقتی جوون بودم، گرگ بودم (۱۹۵۷)
- بونانزا (۱۹۶۴)
- گمشده در فضا (۱۹۶۵–۱۹۶۸)